# Индексово радио позориште
Бренд „Индекс“ на медијској сцени Србије постоји више од 35 година и означава више сличних, а ипак довољно различитих пројеката: „Индекс 202“, „Индексово радио позориште“, „Индексово позориште“, Универзитетски радио „Индекс“, Радио Индекс, „Индексовци“, a од 2007. постоји и „Индексово позориштанце“. Данашњим наследницима некадашњег „Индекса“ се сматрају: „Индексовци“ који се од 2004. године емитују на ТВ Пинк, сам Драгољуб Љубичић Мићко, који је наставио сатиричарску каријеру након што се 2003. године одвојио од групе, или новоосновано „Индексово позориштанце“, које је до сада објавило три ЦД-а: „Желите ли да постанете премијер?“ (2007, пародија на парламентарне изборе и избор Владе те године), „Афера Ложач“ (2007, новогодишње издање) и „Владовизија“ (2007, музичка пародија на „Евровизију“, са политичарима као певачима). Од 27. октобра 2008. Индексово позориштанце је преименовано у Индексово радио позориште, а њихово ТВ издање звано „Рационални дневник“ емитовало се крајем 2008. на ТВ Пинк. Ново Индексово радио позориште имало је редовни дневни шоу радним данима на Радио Индексу, а произвело је и новогодишњу емисију за ТВ „Фокс“.

## Настанак
Студентски радио програм "Индекс 202" почео је као једносатна дневна емисија на станици „Београд 202" 1. октобра 1971. године. Многа данас позната имена српског новинарства, књижевности и уметности прошла су кроз редакцију „Индекса 202", као сарадници, редактори или уредници. Од 1978. "Индексово радио позориште" емитује се као једносатна радио комедија, а правили су га сами чланови редакције „Индекса 202". Касније им се прикључују Љуба Нинковић, Ненад Радуловић (Неша Лептир), Драгана Марковић, Слободан Бићанин - Бићко и Бранислав Петрушевић - Петрући. Уредник „Индексовог радио позоришта“ и најзаступљенији аутор, у то доба, био је Драгомир Булић, а један од битнијих аутора и глумаца - Звонимир Шимунец. Из тог времена остала је запамћена емисија „Џумбурике“, као и перформанс Неше Лептира „Сторија о Баба Вишњи“.
Прекретницу у раду „Индекса 202" представља 1982. година, када на чело редакције долази Радоман Кањевац, а из ње одлазе многа стара имена, док на њихова, редакторска (уредничка) места, долазе Југослав Ћосић, Петар Лазић и Саша Д. Ковачевић. Емисију за средњошколце раде, у то време млађахни, Војислав Жанетић и Ненад Цекић. „Индексово радио позориште“, малтене преко ноћи је избило у врх популарности емисијом Саше Д. Ковачевића „Компликовани пренос“ из 1983. године. Уредник „Индексовог радио позоришта у то време била је Верица Лазовић. Захваљујући успеху „Компликованог преноса“, у коме су се први пут чула „горућа“ политичка питања, као и имитације типичних представника братских народа и народности - аутори почињу да се баве искључиво „врућим“ темама, којима се (осим омладинских и студентских медија) у то време нико није бавио. Од емитованих емисија, највећу популарност имали су „Бој на Косову“ (Душко Радуловић), „Вело мисто“ (Војислав Жанетић), „Кварљиво лето 84." (Југослав Ћосић) „Поздрави, жеље и све по списку“ (Петар Лазић), „Случај Багрокомерц“ (Саша Д. Ковачевић), као и „Снежана и осам патуљака“ (Војислав Жанетић).
Друга прекретница у историји „Индекса 202" и „Индексовог радио позоришта“ десила се у мају 1984. када се по први пут јавила једина табу тема, коју „индексовци“ до тада нису дирали: реч је "покојном председнику, који је и даље био жив у срцима многих“. Прво је за Ускрс (који је пао на 4. мај - дан Титове смрти), емитована емисија „Индексовог радио позоришта“ „Исус се враћа кући“ (аутори су били Југослав Ћосић, Петар Лазић и Војислав Жанетић). Тада се први пут у етру ондашње СФРЈ чула имитација Ј. Б. Тита (који на крају емисије васкрсне и силази у своје братске народе, да их развађа). Исте године је објављена прва у низу књига са текстовима за „Индексово радио позориште“ - „Кварљиво лето 84", добијен је први Оскар популарности (у редакцији је настала невиђена свађа око тога да ли наступати на таквом месту са разним естрадним ликовима), добијен је први „Велики гран при“ на Фестивалу ЈРТ у Охриду, први пут се редакција појавила на насловним странама и дуплерицама, како таблоида, тако и тзв. озбиљних новина, први пут су репортери из света доши да интервјуишу чланове редакције, као пример „медијског чуда које се дешава у социјалистичкој Југославији“. У то време, први пут је обављено јавно снимање у „Сава центру“, али се група бави и другим сличним активностима.

## Друга половина осамдесетих
На место уредника, уместо Радомана Кањевца долази Ненад Цекић, на место уредника „Индексовог радио позоришта“ Петар Лазић, уместо једног броја старијих и искуснијих новинара и редактора, све већи број дневних емисија „Индекса 202" преузимају Александар Васић, Срђан Кусовац, Зоран Љубичић (писали су и текстове за „Индексово радио позориште"). Са места тон мајстора, који је радио скоро од самих почетака „Индексовог радио позоришта“, одлази чувени Миле Пиле Милетић, а на његово место долази Владимир Влада Петровић. Усталила се и глумачка екипа „Индексовог радио позоришта“ у саставу: Драгољуб С. Љубичић Мићко, Бранислав Петрушевић - Петрући, Слободан Бићанин - Бићко, Драгана Кауцки (раније Марковић), Зоран Миловановић Суљо, Срђан Пешић и Бојан Бановић.
У априлу 1986. уредник „Позоришта“ постаје Зоран Љубичић. Екипи текстописаца се придружују Ненад Опалић (аутор текста о Чернобиљу) и Н. Марковић, док се у екипу враћа Југослав Ћосић. Чест гост постаје и Бора Ђорђевић, снимајући најчешће сонгове за емисије. Екипу глумаца „обогаћују“ Неша Радуловић (повратак након одслужене војске) и Горан Стојићевић Карамела. У „Индексовом радио позоришту“ најчешћа форма су пародије на тада популарне ТВ серије и филмове. У томе се посебно истицао Југослав Ћосић са серијалима од по неколико епизода „СИВ и дом“ (и пар година касније „Дом здравља Шварцвалд"). „Индексово радио позориште“ полако постаје култна радио емисија у тадашњој Југославији, иако је могла да се чује само са предајника „Београда 202" на Авали, који је бацао сигнал на 50 до 100 km око Београда. Таквој популарности су значајно допринела јавна извођења емисија у „Сава центру“ ("СИВ и дом“, Југослав Ћосић, 1986) и позоришту „Душко Радовић“ ("Знање имање“, Срђан Кусовац, 1986). Такође, у том периоду се десио и први значајнији телевизијски пројекат, и то на ТВ Сарајево (фебруар-март 1987). У питању је била музичка емисија “Мит Мјесеца“ чији је уредник и режисер, Ибро Гановић, успешно пародирао ТВ емисију “Кино Око“, креирајући рубрику “Рок ухо“ специјално намењену Индексовом Радио Позоришту. Уместо филмских критичара из “Кино Ока“, у “Рок уху“ су глумци Индексовог Радио Позоришта, према текстовима Срђана Кусовца и Зорана Љубичића, пародирали стварне музичке критичаре и рокере, који су наступили у претходним емисијама “Мита мјесеца“.
Након тога је организовано и јавно извођење „СИВог дома“ у препуној малој дворани „Скендерије“. Уследила су и гостовања по позориштима . Током 1986. „Индексово радио позориште“ добија прву награду у забавно-хумористичкој категорији на фестивалу радија Југославије, а крајем године и први „Оскар популарности“. Средином 1987. „Позориште“ напуштају Срђан Кусовац, Ненад Опалић и Зоран Љубичић.
Септембра 1987. на место (овај пут „доживотног") уредника „Индексовог радио позоришта“, враћа се Петар Лазић. „Индексово радио позориште“ опет прави заокрет ка „врућим“ темама и „недодирљивим“ ликовима. Једна од последица таквог заокрета је и то да је после Осме седнице, тадашњи главни уредник „Београда 202" скинуо 12 узастопних емисија (већ написаних, снимљених и монтираних), најчешће због помињања Слободана Милошевића. Да апсурд буде већи, текстови из неких од забрањених емисија искоришћени су у новогодишњем ТВ програму за дочек 1988. На Првом програму тадашње Телевизије Београд емитована је пародија на „ТВ дневник“ коју су написали Петар Лазић и Југослав Ћосић. Домаћин је био Омер Карабег, а спикери и водитељи били су глумци „Индексовог радио позоришта“. У истој новогодишњој ноћи, на Другом програму ТВ Београд, емитована је емисија из студија ТВ Сарајево, коју су заједно направили „Индексово радио позориште“ (Београд), „Топ листа надреалиста“ (Сарајево) и „Злочести дјечаци“ (Загреб), на текстове Петра Лазића и Нелета Карајлића.
Из потребе да се направи нешто што ће коначно моћи да се емитује и на таласима „Београда 202", а да буде на нивоу дотадашњег угледа „Индексовог радио позоришта“, Петар Лазић је дао огласе у новинама: „Јефтино продајем папагаја с грешком“, „Продајем оригинал стране парфеме, паковане у канистерима“ и „Потребни младићи и девојке за снимање уметничког филма, са животињама“. Људи су се јављали на те огласе, те су тако настала 4 наставка антологијске емисије „Назови О ради огласа“. У прве две емисије „папагаја с грешком“ и „стране парфеме“ „продавали“ су Драгољуб С. Љубичић - Мићко и Слободан Бићанин - Бићко. У друге две емисије, кастинг за улоге у „уметничком филму са животињама“ обављали су Неша Лептир и Мићко. Од прве две емисије направљена је једна од 45 минута, која је добила неколико награда на разним фестивалима, док су траке са друге две емисије, после само једног емитовања заувек „нестале“ у катакомбама Радио Београда. За време снимања емисије „Назови О ради огласа“, док је објашњавао слушатељки како ће у филму имати сцену секса са питоном, Ненаду Радуловићу је синула идеја о пројекту „Слободан Ђорђевић - Питон“, у оквиру кога је снимио пародију на народњаке, две емисије „Индексовог радио позоришта“ и одржао већи број наступа.
Трећа заједничка књига текстова за „Индексово радио позориште“ објављена је 1988. под називом „Чекајући химну“. „Индексово радио позориште“ се током 1990. паралелно емитује и на „Двестадвојци“, али и на "Деведесетдвојци“, у виду краћих форми. Приближно у то време је објављена и серија од 6 књига текстова „Индексовог радио позоришта“.

## Деведесете
У складу са трендом распада државе, крајем осамдесетих и почетком деведесетих полако почиње и да се раздваја бренд звани „Индекс“ на неколико делова. Најпре се, као посебан пројекат, одвајају сценски наступи, тако што под фирмом "Индексово позориште", једном годишње, један или два аутора и већи део глумачке екипе креирају позоришну представу, која после премијере у „Дворани Дома синдиката“ крене на турнеју по Србији, Југославији и остатку света.
За то време на „Београду 202", ауторска радијска екипа „Индексовог радио позоришта“, који су чинили Петар Лазић (уредник и сценариста) и Лазар Бошковић (реализатор и сценариста), писала је текстове (појединачно или заједно) за око 70% радијских премијера. Остале текстове писали су Александар Васић и Војислав Жанетић. Као аутори, у том периоду, спорадично су се појављивали и Дејан Глигоријевић, Драгомир Булић и Бора Ђорђевић. Тон мајстори су били Срђан Стојиљковић и Горан Ивановић.
Текстове за сценске наступе „Индексовог позоришта“ писали су Југослав Ћосић, Саша Д. Ковачевић, Војислав Жанетић и Драгољуб С. Љубичић - Мићко. Основну глумачку екипу чинили су Драгољуб С. Љубичић, Бранислав Петрушевић, Слободан Бићанин и Ранко Горановић. Снимањем представа настала су и видео издања: „Не остављајте ме самог док химна свира“, „Свет или ништа“, „Источно од Рајха“, „Брат и мир“, „Тамо далеко је сунце“...
Током деведесетих „Индексово радио позориште“ освојило је још пет „Оскара популарности“ Радио ТВ ревије за најслушанију радијску емисију. Петар Лазић, Лазар Бошковић и Војислав Жанетић добили су 1992. „Годишње награде Радио Београда за најбољу емисију“, а Петар Лазић и „Годишњу награду за укупно стваралаштво на програмима Радио Београда“, као и „Награду критике Удружених радио станица Србије“. За новогодишњи програм ТВ Политика 1993. Лазар Бошковић и Војислав Жанетић написали су емисију „Ноћ ТВ Боликита“.
Емисије „Индексовог радио позоришта“ које се памте из времена самог краја осамдесетих и прве половине деведесетих су: „Црвенкапа“ (последње појављивање пред микрофоном Ненада Радуловића), „Вас да бије нико не сме код Теразијске чесме“ (прво „гласовно“ појављивање Слободана Милошевића) и серијал „Несаломиви“ аутора Петра Лазића; „Дедињастија“ и „Потписани“ аутора Лазара Бошковића; затим заједнички текстови Петра Лазића и Лазара Бошковића: "1001 мрак Слоборезаде“, „Маратонце прчи почасни друг“, „Одбрана и заштита и последњи дани“, „Ко то тамо Женева“, „Дан и ноћ ђенерала“, „Индексово шодер посело“ (са Бором Ђорђевићем); као и текстови Александра Васића „Љубав на сеоски начин“ и Војислава Жанетића „Сахрањивање Југославије“.
Средином деведесетих су издате још две књиге текстова - „И забрана дела“ Лазара Бошковића (1995) и „Године заплета“ Петра Лазића (1997) Последња емисија „Индексовог радио позоришта“ на „Београду 202" емитована је маја 1996. јер је руководство РТС-а и „Двестадвојке“ закључило да „више нема програмских потреба за таквом емисијом“. 
Део екипе угашеног „Индексовог радио позоришта“ правио је у време грађанских и студентских протеста 1996-97. култни сатирични лист „Наша крмача“. У време НАТО бомбардовања 1999. део екипе „Индексовог позоришта“ креирао је популарне сонгове „Ја сам ја“, „Ел Кондор пада“ и „Они су они“, користећи назив „Индексово ПВОзориште“.

## Последњи пут заједно, распад, и нови брендови
За новогодишњи програм РТС-а 2002. „Индексово позориште“ направило је „Специјалну емисију“, по сценарију Војислава Жанетића и Драгољуба С. Љубичића, а у којој Мићко и Петрући, по први пут, имитирају Војислава Коштуницу и Зорана Ђинђића. И за следећу Нову годину, иста екипа „Индексовог позоришта“ је креирала шоу-програм за РТС.
2003. године долази до разлаза међу ауторима и глумцима „Индексовог позоришта“. Љубичић и Жанетић одлучују да се више не баве тим пројектом, док Бранислав Петрушевић - Петрући, Слободан Бићанин - Бићко и нови члан Марко Стојановић формирају нову позоришну групу „Индексовци“. Под том фирмом реализоване су представе „Избори јер сте ви то тражили“, „Анкетни обор“ и „У кући великог блата“, као и неколико других медијских наступа у емисији „Гранд шоу“ (што је и био један од разлога разлаза).
Почетком 2007. у оквиру емисије „Времеплов“ на Радио Индексу, репризиране су најбоље епизоде „Индексовог радио позоришта“, недељом у 13.00 и у један после поноћи. Сатиричарски дух „Индекса“ данас наставља нова генерација сарадника Радио Индекса. Екипа у саставу Урош Богдановић, Бранко Топаловић, Александар Поповић и Милан Илић створила је нови бренд "Индексово позориштанце". У току изборне кампање за јануарске изборе 2007. године, креирали су серијал „Желите ли да постанете премијер?", који је изазвао велику пажњу и код слушалаца и код политичара, а издат је и као ЦД издање. Крајем 2007. појавио се и ЦД „Афера Ложач“, као новогодишњи избор најбољих епизода. Средином 2008. на ЦД-у је објављена „Владовизија“, пародија на „Евровизију“ са распеваним политичарима. „Индексово позориштанце“ се емитовало радним данима на Радио Индексу у 07.30, 10.30, 14.30 и 19.30. Од 27. октобра 2008. „Индексово позориштанце“ добија старо, препознатљиво име „Индексово радио позориште“, а иста екипа људи је водила дневни полусатирични програм „Гриндекс“ и креирала новогодишњу емисију за ТВ Фокс.

## Данашње активности пређашњих чланова групе
- Војислав Жанетић - колумниста, политички коментатор, сувласник агенције "B.C.A. Mosaic"
- Југослав Ћосић - ТВ водитељ, власник агенције "Key Connection Media"
- Драгољуб С. Љубичић - кантаутор, глумац, сувласник агенције „Тим талената“
- Слободан Бићанин - глумац - још увек у „Индексовцима“
- Ранко Горановић - глумац у „Курсаџијама“
- Горан Стојићевић Карамела - имитатор естрадних личности
- Ненад Цекић - професор етике
- Александар Васић - новинар
- Саша Д. Ковачевић - уредник на Радио Београду
- Владимир Петровић - власник „Рекламне агенције“
- Лазар Бошковић - власник агенције „АгитПРОП“
- Душан Радуловић - главни уредник Првог програма Радио Београда
- Радоман Кањевац - књижевник
- Зоран Љубичић - програм менаџер у европском тиму Hewlett Packard-а
- Срђан Кусовац - саветник председника Владе Црне Горе
- Звонимир Шимунец - власник Радија „Спорт ФМ“
- Горан Ивановић - техничка подршка "Canon", Нови Зеланд
- Јелена Ђорђевић Поповић - новинарка, уредница и репортерка РТС-а, гласовна глумица, уметница

ПРЕМИНУЛИ:
- Бранислав Петрушевић, Петар Лазић, Миодраг Андрић, Ненад Радуловић, Зоран Миловановић, Драгомир Булић, Верица Лазовић, Миле Пиле Милетић, Ненад Опалић.

## Најпопуларније представе
- Не остављајте ме самог док химна свира
- За шаку гласова
- Свет или ништа
- Избори јер сте ви то тражили
- Источно од рајха
- Брат и мир
- Тамо далеко је сунце
- За шаку гласова (Властољубавна прича)
- У кући великог блата
- Дно брате
- Опроштајни концерт (2000) Бањалука

## Најпопуларније песме
- Ја сам ја
- Ел Кондор пада
- Они су они
- Ми смо ми
- Ћиху ћиху
- Шта ће ми живот без топле воде
- Дошло је до крви
- Замисли живот у коме носиш нове ципеле
- Говови се да ме ваваш
- Када почне други дневник
- Сањала сам ноћас
- Не одлазим
- Једва чекам
- Нарасли су дугови